# Kasane (manga)
Kasane (累?) es un manga seinen escrito e ilustrado por Daruma Matsuura. Publicado por Kōdansha y serializado en la revista Evening. Kasane se ha compilado en un total de 14 tomos, desde su inicio en 2013 hasta su fin en 2018. 
En España la serie está licenciada por Milky Way Ediciones y en Francia es la editorial Ki-oon la que se encarga de su publicación.

## Recepción
Nominado a diversos premios de manga en Japón, como los Manga Taishō de 2015 o los 39.º Premios de Manga Kōdansha en la categoría general de «mejor manga». Además, fue colocado 9.º en los Zenkoku Shotenin ga Eranda Osusume Comic 2015.